# Apanteles agamedes
Apanteles agamedes är en stekelart som beskrevs av Nixon 1965. Apanteles agamedes ingår i släktet Apanteles och familjen bracksteklar. Inga underarter finns listade i Catalogue of Life.